# Machlaut
Machlaut — дебютный полноформатный студийный альбом проекта Crisk, выпущенный в 2008 году. На треки «Meine Stadt» и «Beute» были сняты видеоклипы.

## Стиль, отзывы критиков
Франсуа Дюшато в рецензии в журнале Sonic Seducer отозвался об альбоме со сдержанным одобрением. Критик отметил, что в записи совмещаются элементы таких музыкальных стилей, как электронная танцевальная музыка и электропанк, а также выделил среди достоинств диска разнообразие композиций, яркий, своеобразный вокал Кристианы Кох, энергичные гитарные риффы и хорошие басовые партии. Тем не менее, Дюшато не впечатлили тексты песен, а звучание альбома в целом показалось ему несколько вторичным и напоминающим творчество группы Pzychobitch. В заключение рецензент высказал надежду, что следующие диски Crisk окажутся более оригинальными.

## Список композиций
1. Machlaut (Feat. Sascha Schneider)
2. Punkelektra
3. Meine Stadt
4. Dein Geruch
5. Der Mond
6. Out of My Head
7. Beute
8. Gotcha
9. Zarte Gestalen
10. Datenliebe
11. Poker
12. Orient Express
13. Fort
14. Die Show
15. Punkelektra (Leaether Strip Remix)